# Ryszard Misiewicz
Ryszard Misiewicz (ur. 10 marca 1957 w Braniewie, zm. 21 kwietnia 2021) – polski lekkoatleta specjalizujący się biegach długich, mistrz i reprezentant Polski.

## Kariera sportowa
Był zawodnikiem Zawiszy Bydgoszcz.
Na mistrzostwach Polski seniorów wywalczył cztery medale, w tym złoty w maratonie w 1985, srebrny w maratonie w 1983, brązowy w maratonie w 1984 i brązowy w biegu na 20 km w 1985. W 1991 zwyciężył w Maratonie Warszawskim.
Reprezentował Polskę na zawodach Pucharu Europy w maratonie w 1983 (24 m. z wynikiem 2:17:53) i 1988 (20 m. z wynikiem 2:17:03).
Był zawodowym wojskowym, służył w Garnizonie Olsztyn, przeszedł do rezerwy w stopniu chorążego.
Rekordy życiowe:
- 3000 m: 8:13,1 (13.05.1979)
- 5000 m: 13:58,6 (15.08.1982)
- 10000 m: 28:58,63 (28.08.1982)
- maraton: 2:12:07 (6.04.1986)